# 邕武路
邕武路，是位于中国广西南宁市的一条道路。始建于1915年，全长53公里。

## 历史
1912年，时任广西都督的武鸣人陆荣廷主政广西，将广西省政府从桂林搬迁到了邕宁，陆荣廷在武鸣老家修建了一系列私人园林。1914年至1915年，陆荣廷先后升任为中华民国宁武将军、耀武上将军，为了连接邕宁县和武鸣县两地，陆荣廷下令修建邕武公路。
1919年邕武公路通车，成为广西省第一条现代公路。
1921年，第二次粤桂战争爆发，粤军从邕武公路进军陆荣廷的桂军总部，旧桂系势力战败下台。
1939年，日军在桂南会战后继续北上意图控制武鸣，在邕武公路与守卫的国军发生激烈战斗。
1974年，全路段铺设柏油路面。